# Okumaella
Okumaella is een monotypisch geslacht van spinnen uit de  familie van de Theridiidae (kogelspinnen).

## Soort
- Okumaella okumae Yoshida, 2009